# Östad
Östad is een plaats in de gemeente Tanum in het landschap Bohuslän en de provincie Västra Götalands län in Zweden. De plaats heeft 191 inwoners (2005) en een oppervlakte van 26 hectare.